# Železniční stanice

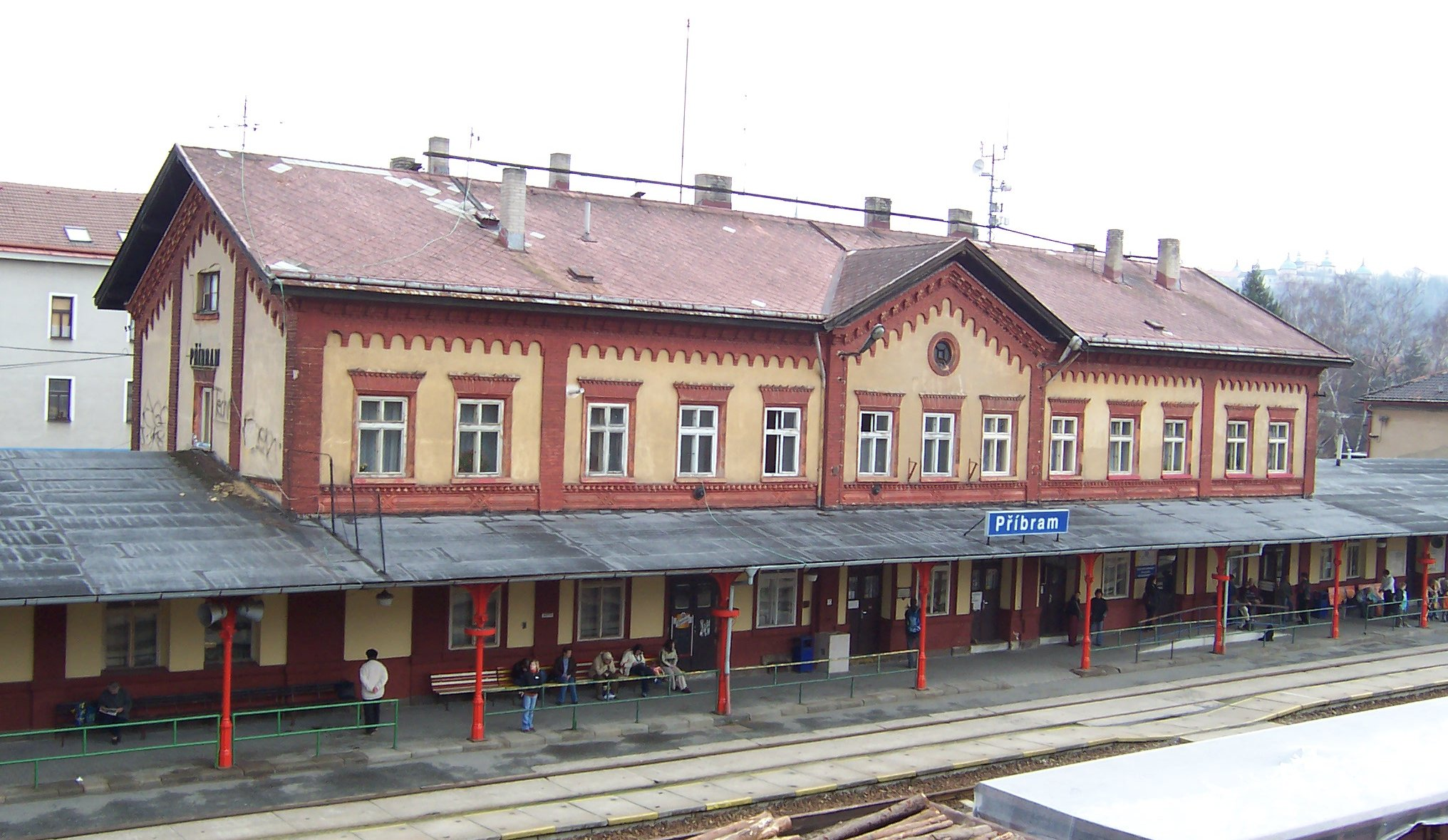
Staniční budova v Příbrami

Železniční stanice je dopravna s kolejovým rozvětvením určená pro řízení sledu vlaků, odbavování cestujících a (nebo) nákladu. Je vybavena výpravní budovou s dopravní kanceláří a odbavovacími prostory pro cestující. Každá železniční stanice je označena jedinečným šestimístným evidenčním číslem stanice. Obvod železniční stanice je ohraničen vjezdovými návěstidly. Tato návěstidla jsou umístěna minimálně 50 m před krajní výhybkou. Ostatní místa určená k nástupu a výstupu cestujících, která nemají rozvětvení (a tedy ani výhybky), nazýváme železničními zastávkami.
Termín stanice je v železniční dopravě přibližně synonymní s pojmem nádraží. Ten sice není zaveden Zákonem o dráhách, ale je užíván v některých dalších právních nebo technických předpisech i v oficiálních názvech některých stanic (například Praha hlavní nádraží). Slovem nádraží se označují i dopravny bez osobního provozu (nákladová nádraží, odstavná nádraží, seřaďovací nádraží). V době výstavby prvních parostrojních železnic se pro nádraží standardně používal termín „dražiště“, alternativně „dražen“, „dražín“, „drážeň“, „dráhov“ či „drahov“, též „kolejní dvůr“ (podle polštiny, tento tvar použil kolem roku 1846 v dopise F. L. Čelakovský), „drážní dvůr“, „kolejiště“, „drážní stanoviště“. Za autora slova „nádraží“ (utvořeného podle vzorů návsí, náměstí) je považován buditel, spisovatel a překladatel František Bohumil Tomsa († 1857). Označil jej tak František Bílý roku 1915 v ediční poznámce k dopisu F. L. Čelakovského.
Na speciální železniční dráze (metro) se stanice nazývají všechny dopravny, i ty bez kolejového rozvětvení.
V České republice vyhláška č. 175/2000 Sb., o přepravním řádu pro veřejnou drážní a silniční osobní dopravu, v úvodu zavádí slovo stanice jako legislativní zkratku označující stanice i zastávky. Proto se v textech týkajících se přepravních vztahů (smluvních přepravních podmínkách, tarifech a různých informačních materiálech) slovy stanice nebo nádraží označují i zastávky; obdobně je tomu například v místních názvech (názvy ulic, názvy zastávek městské hromadné dopravy) či při označování míst na turistických směrovkách.

## Koleje ve stanici
Koleje v železniční stanici jsou:

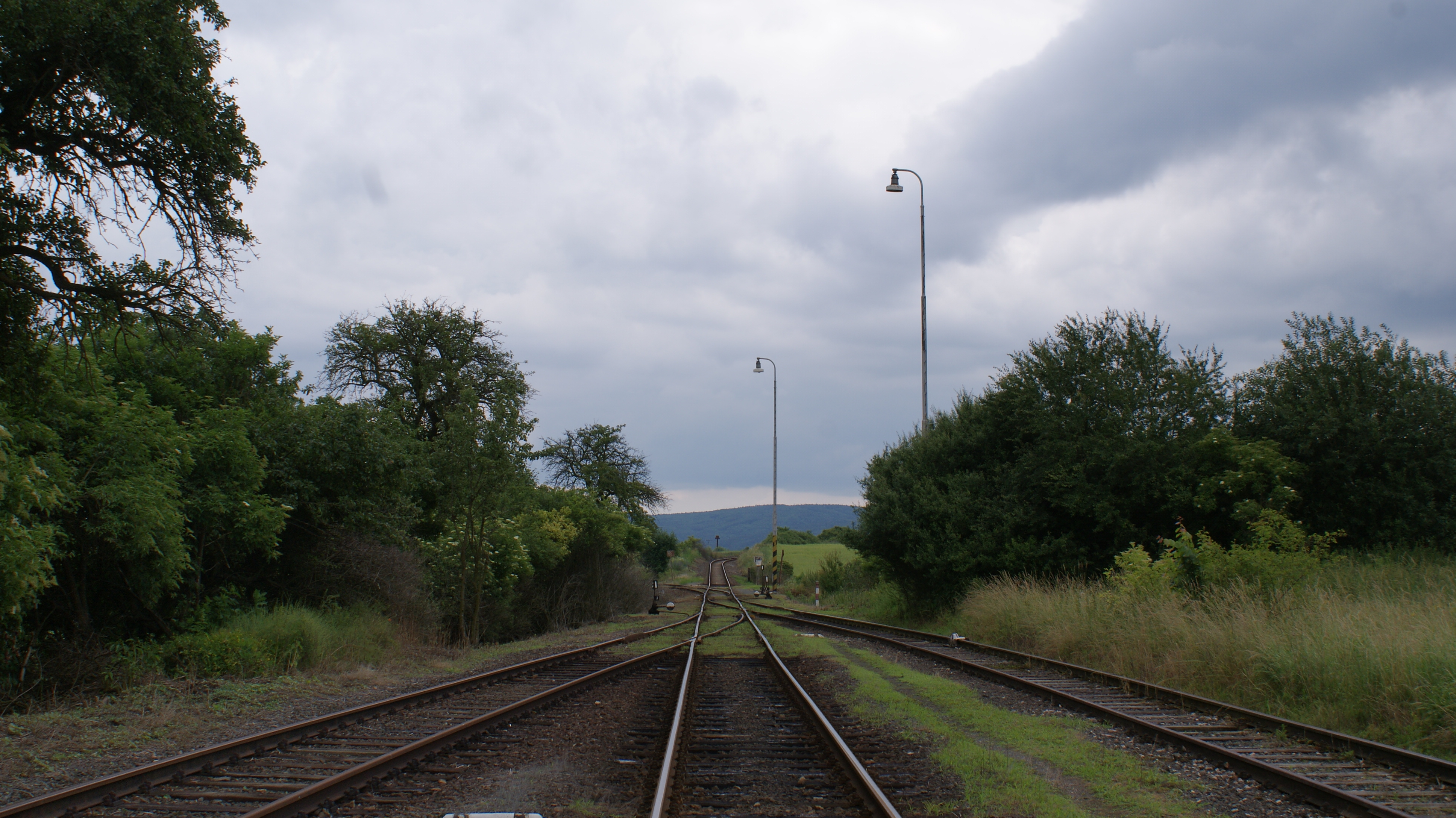
Zhlaví úvraťové železniční stanice Liteň

- záhlaví – kolej mezi vjezdovým návěstidlem a krajní výhybkou,
- zhlaví – úsek, na kterém se nacházejí výhybky a který navazuje na staniční koleje a záhlaví (pokud nejde o střední zhlaví; to pak navazuje z obou stran na staniční koleje),
- dopravní – na dopravní kolej nebo z ní je možné postavit vlakovou cestu, tj. je z ní resp. na ni možno uskutečnit vjezdy, průjezdy a odjezdy vlaků,
  - hlavní – pokračování kolejí širé trati
  - předjízdné – zpravidla pro zastavování vlaků určených k odbavování cestujících
- manipulační – pro manipulaci s posunovými díly (posun), např. výtažná kolej,
- koleje pro zvláštní určení (např. záchytné, odvratné).

Osová vzdálenost dopravních kolejí normálního rozchodu je nejméně 5 m.

## Značení kolejí v Česku
Staniční koleje se označují pořadovými čísly. Hlavní kolej je označena číslem 1, popř. jde-li o stanici na dvoukolejné trati, pak mají hlavní koleje čísla 1 a 2, u tříkolejných tratí se prostřední kolej očísluje nulou. Další staniční koleje vlevo, pokud se díváme ve směru od začátku trati k jejímu konci (lichý směr), se označují lichými čísly (tedy 3, 5, 7 atd.), vpravo se pak použijí čísla sudá (2, 4, 6 atd.) Čísla se mohou dále rozšiřovat písmeny (1a apod.), což se používá při označení kolejí navazujících, nebo desítkovými, popř. stovkovými sériemi kolejí (41, 91, 101, 401 aj.). 
Pro cestující se obvykle užívá v hlášení staničního rozhlasu prosté číslování kolejí podle jejich pořadí směrem od staniční budovy. Toto číslování může být výjimečně použito i pro služební účely, tedy v rozporu s předchozím odstavcem, například v případě tzv. hlavových nádraží, kdy není jasné, která z tratí je významnější.
Traťové koleje se číslují podle umístění vzhledem k začátku a konci trati zleva doprava, při tříkolejné trati je prostřední kolej zpravidla nultá. Koleje staniční navazují číselně na koleje traťové, takže první traťová kolej přechází u vjezdového návěstidla v první staniční kolej, druhá traťová ve druhou staniční atd.

## Rozlišení podle umístění na trati
Stanice mohou být:
Podle umístění na trati a rozsahu provozní práce
- výchozí / koncové
- mezilehlé
- odbočné – do stanice je zaústěna odbočná trať. Z hlavní na odbočnou trať přecházejí obvykle celé vlaky.
- přípojné – do stanice je zaústěna přípojná trať. Je-li možný přejezd z hlavní trati na trať přípojnou, je využit pouze pro přechod jednotlivých vozů nebo skupin vozů. Vlaky z přípojné trati zde zpravidla končí nebo začínají.
- křižovatkové
- uzlové
- styčné – tratě nejsou propojeny kolejovým systémem, umožňují však přestup na jiný spoj a překládku materiálu (např. úzkorochodné a normálněrozchodné tratě)

## Rozlišení podle povahy
Železniční stanice rozlišujeme na:
- osobní
- nákladní
- smíšené

## Rozlišení podle přístupu k nástupištím
Podle přístupu k nástupištím:
- s úrovňovým přístupem

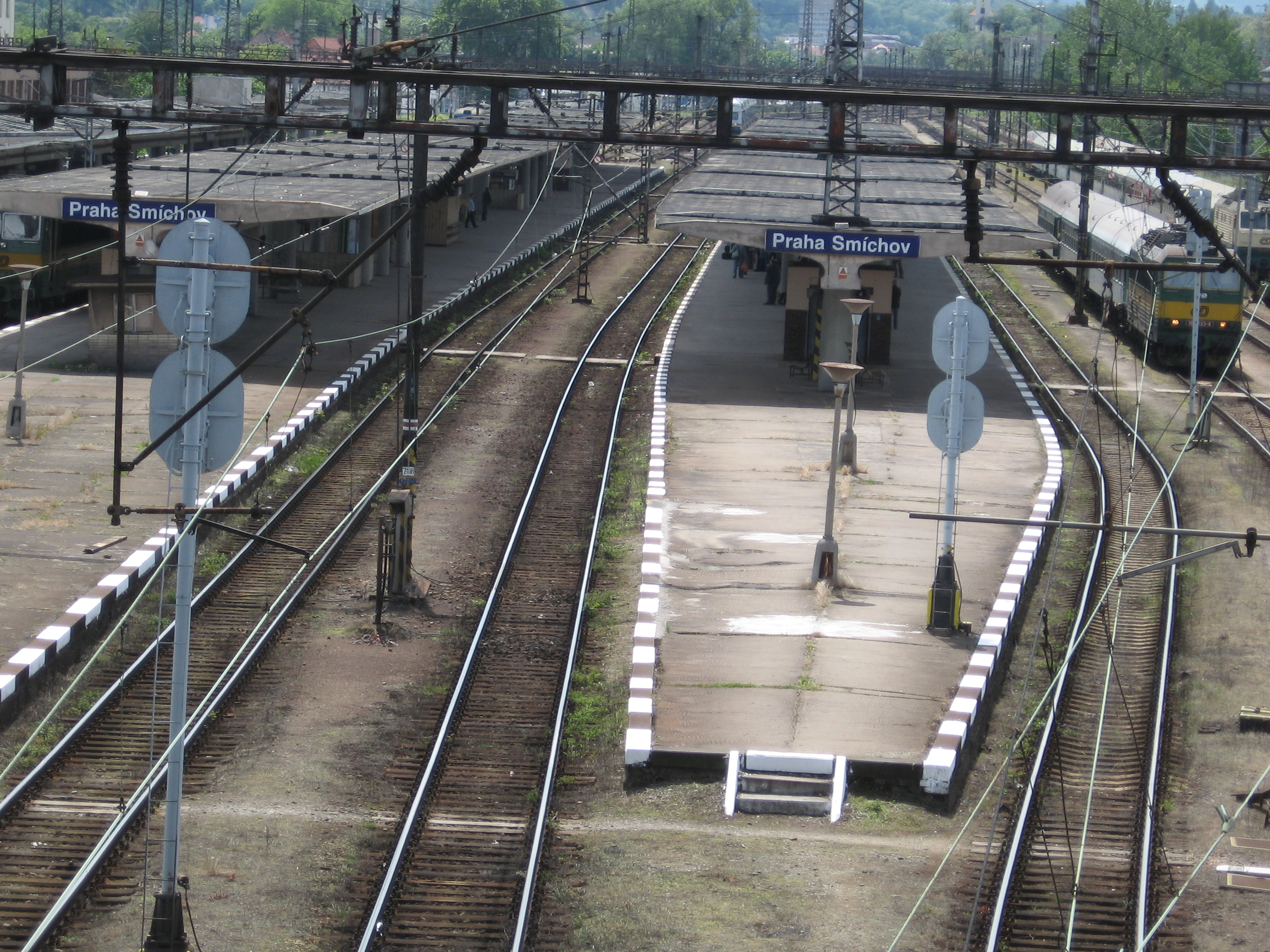
Nástupiště smíchovského nádraží z Radlické lávky

- poloperonizované (podchod k nástupištím za hlavními kolejemi, bližší nástupiště jsou přístupná úrovňově)
- plně peronizované (všechna nástupiště jsou přístupná mimoúrovňově)

## Rozlišení podle uspořádání kolejiště
- hlavové stanice – vlaky mohou odjíždět jen do směru, ze kterého přijely

- průjezdné stanice – vlaky mohou odjíždět oběma směry
- smíšené stanice